# Ource
Pour les articles ayant des titres homophones, voir Ours (homonymie) et Ourse.
L'Ource est une rivière française, un des premiers affluents de la rive droite de la Seine dans son cours supérieur. Elle traverse deux régions, la Bourgogne-Franche-Comté et Grand Est, dans les trois départements de l'Aube, la Côte-d'Or et la Haute-Marne.

## Géographie

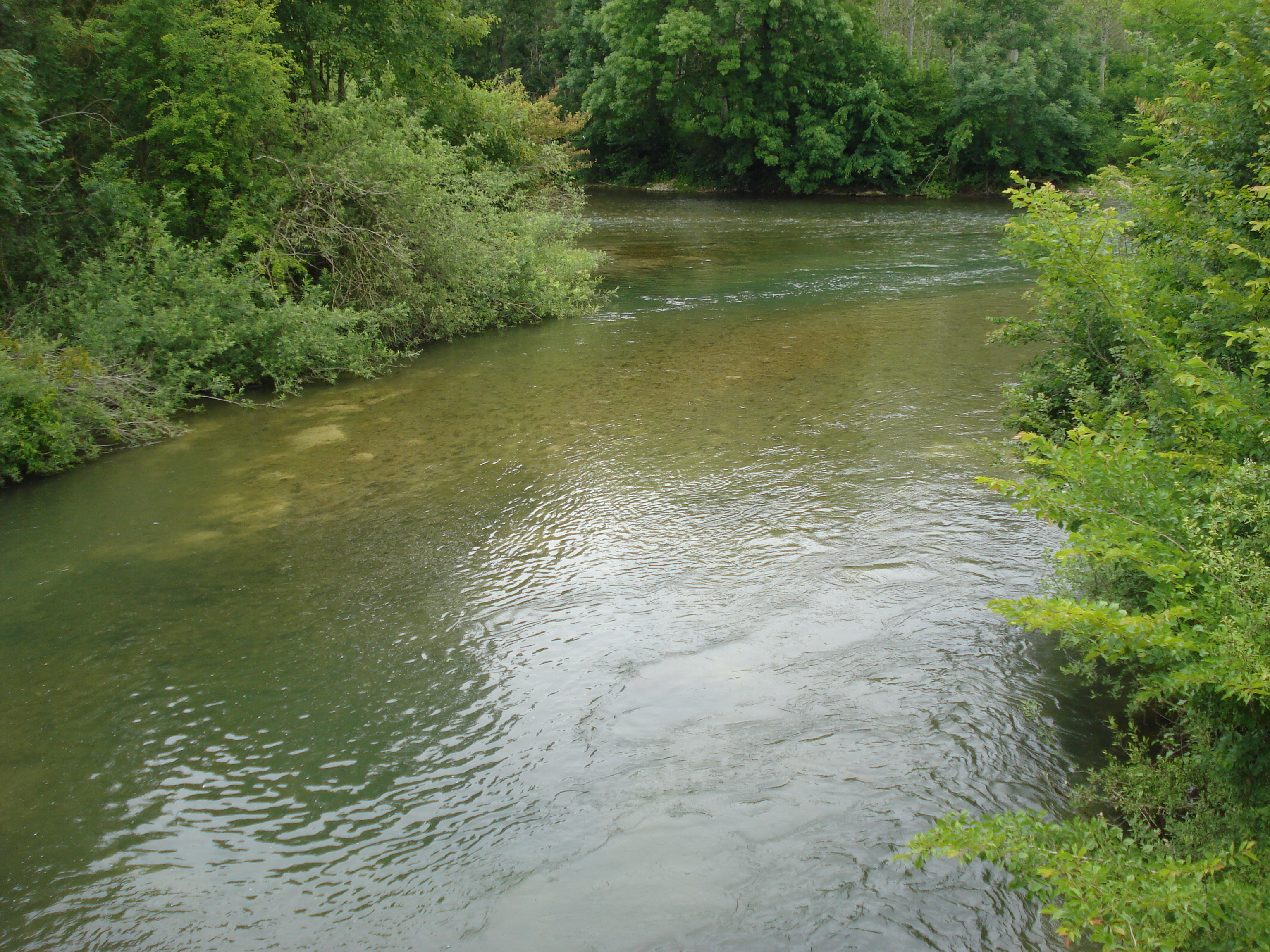
L'Ource à sa confluence avec la Seine à Merrey-sur-Arce.

La rivière nait sur le plateau de Langres, près de Poinson-lès-Grancey, à l'extrême sud du département de la Haute-Marne, au lieu-dit La pelouse de la source Prévetat, site classé zone naturelle d'intérêt écologique, faunistique et floristique de type I. Une autre source est citée sur la commune de Beneuvre, non loin de là, mais cette fois en Côte-d'Or.
La jeune rivière s'écoule d'une altitude d'environ 400 m, sur le versant occidental de la ligne de crête d'où sont originaires la Seine et l'Aube qui l'encadrent. Son cours supérieur entaille les calcaires durs du plateau de Langres, formant une vallée très encaissée. La rivière creuse ensuite sa vallée dans la côte-corallienne et descend en 100,4 kilomètres jusqu'à sa confluence, peu avant Bar-sur-Seine.
À hauteur du village de Belan-sur-Ource, l'Ource perce la côte calcaire du Châtillonnais et offre un site pittoresque. Le village est encadré d'escarpements rocheux de 30 mètres de haut, couverts de bois de chênes et de hêtres, alors que la rivière, dont le cours est parsemée d'îles, est marqué par des lignes de saules et de peupliers. Ce lieu est caractéristique des paysages des hauts plateaux bourguignons, à la fois austères et reposants.

### Communes et cantons traversés
- Haute-Marne : Poinson-lès-Grancey, Poinsenot, Villars-Santenoge, Colmier-le-Haut, Colmier-le-Bas
- Côte-d'Or : Bure-les-Templiers, Menesble, Recey-sur-Ource, Leuglay, Voulaines-les-Templiers, Villiers-le-Duc, Vanvey, Maisey-le-Duc, Villotte-sur-Ource, Prusly-sur-Ource, Brion-sur-Ource, Thoires, Belan-sur-Ource, Riel-les-Eaux, Autricourt, Grancey-sur-Ource
- Aube : Verpillières-sur-Ource, Essoyes, Loches-sur-Ource, Landreville, Celles-sur-Ource, Merrey-sur-Arce, Bar-sur-Seine.

### Bassin versant

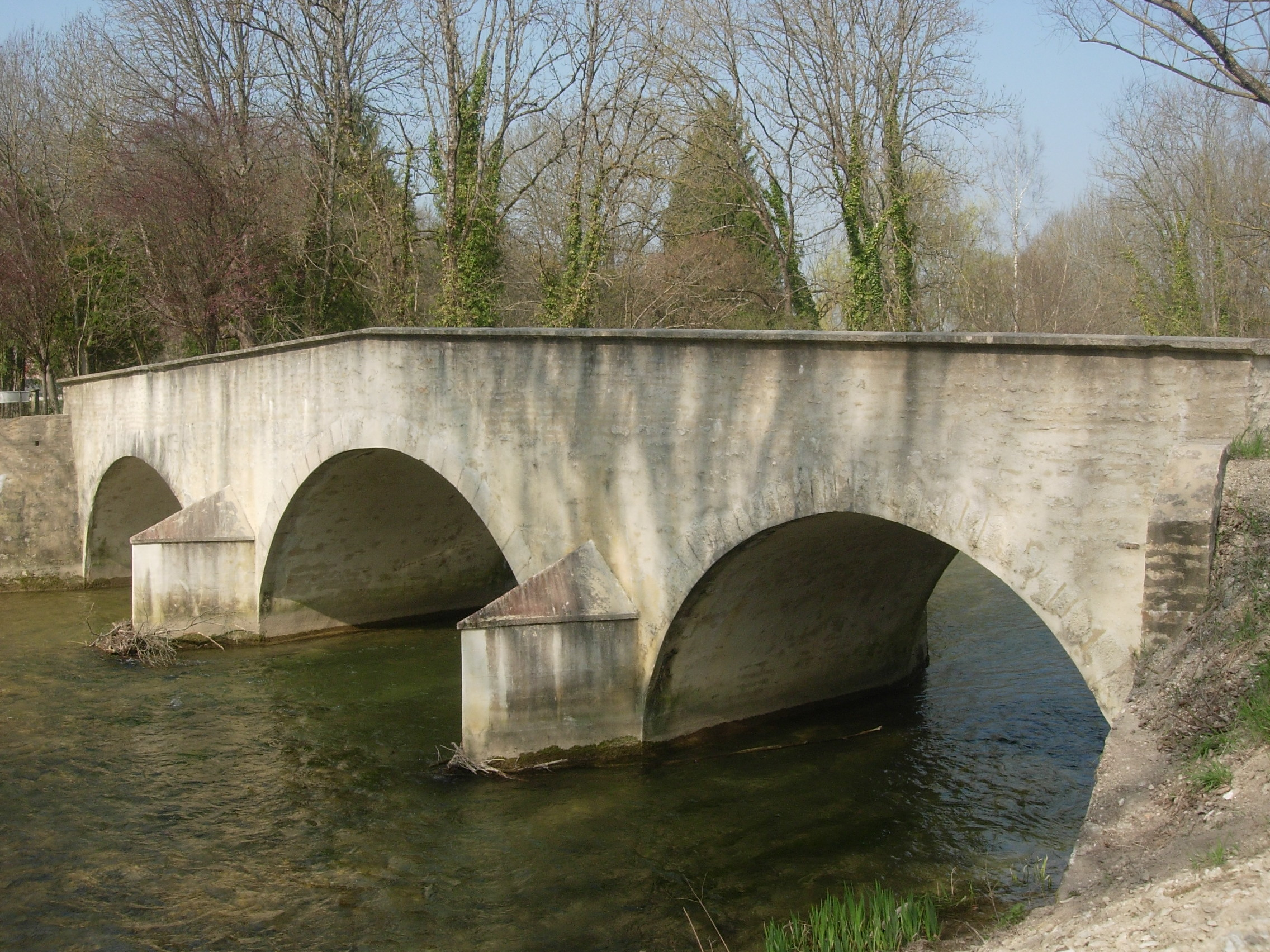
Le pont romain de Loches-sur-Ource non loin de sa confluence avec le ru de Noë.

Malgré son cours de 100,4 kilomètres, le bassin hydrographique de l'Ource, qui recouvre des terrains du Jurassique moyen et supérieur, est modeste (736 km2).

## Affluents

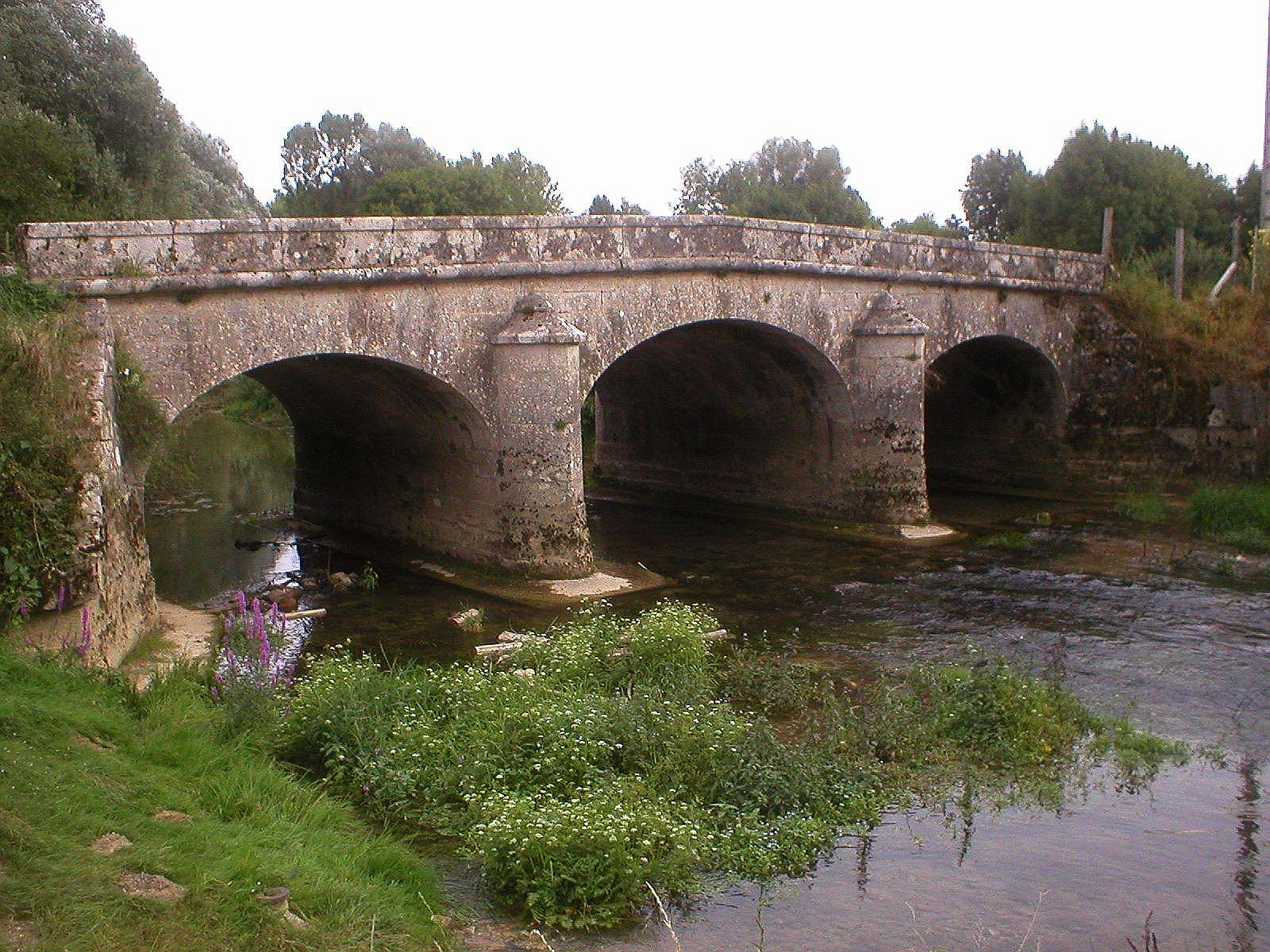
L'Ource traversant Grancey-sur-Ource en juillet.

La faiblesse du réseau tributaire limite le débit de la rivière à 8,6 m3/s lors de sa confluence avec la Seine, les affluents de l'Ource étant peu nombreux et de faible longueur. D'amont en aval, on retrouve :
- L'Arce (9 km) prend naissance à Bure-les-Templiers et se jette dans l'Ource à Recey-sur-Ource (rive gauche).
- La Groème (8 km) prend naissance à Terrefondrée et se jette dans l'Ource à Recey-sur-Ource (rive gauche).
- La Digeanne (28 km) prend naissance à Minot et se jette dans l'Ource à Voulaines-les-Templiers (rive gauche), c'est le plus long des tributaires de l'Ource.
- Le ruisseau des Ainguets (10 km) prend naissance à Courban et se jette dans l'Ource à Belan-sur-Ource (rive droite).
- Le Landion (10,7 km) prend naissance à Cunfin et se jette dans l'Ource à Verpillières-sur-Ource (rive droite).
- Le ru de Noë (8 km) qui prend naissance à Noé-les-Mallets et se jette dans l'Ource à Loches-sur-Ource (rive droite).

## Hydrologie

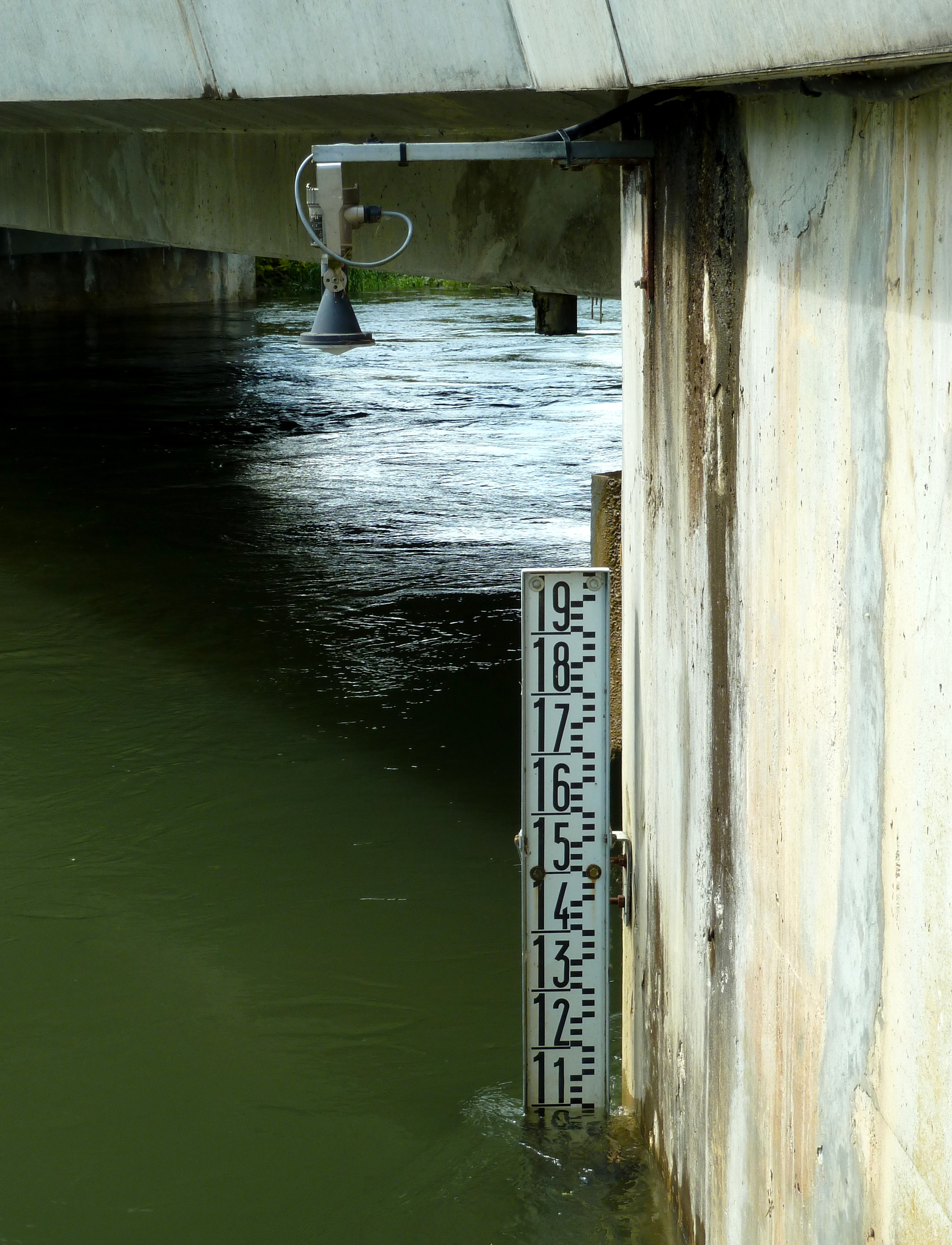
La station de mesure automatisée à Autricourt (juin 2016).

L'Ource est une rivière assez peu régulière, à l'instar de ses voisines de la région de l'est du bassin de la Seine.
Une station de mesure hydrologique est installée à la sortie d'Autricourt en direction de Grancey-sur-Ource et télétransmet à intervalles réguliers les données concernant la hauteur et le débit de l'Ource. Ces données sont consultables sur internet.

### L'Ource à Celles-sur-Ource
Son débit a été observé durant une période de 26 ans (1969-1995), à Celles-sur-Ource, localité du département de l'Aube située au niveau de son confluent avec la Seine. La surface ainsi étudiée y est de 730 km2, soit la quasi-totalité du bassin versant de la rivière qui en fait 736.
Le module de la rivière à Celles-sur-Ource est de 8,54 m3/s.
L'Ource présente des fluctuations saisonnières de débit bien marquées, comme très souvent dans la région. Les hautes eaux se déroulent en hiver et au début du printemps, et se caractérisent par des débits mensuels moyens allant de 11,6 à 18,4 m3/s, de décembre à avril inclus (avec un maximum très net en février). À partir du mois de mars cependant, le débit diminue quelque peu et cette baisse s'accélère en mai et en juin, ce qui mène aux basses eaux d'été qui ont lieu de juillet à septembre, accompagnées d'une baisse du débit mensuel moyen à, respectivement, 3,12 puis 1,9 et 2,06 pour ces trois mois, débits mensuels qui restent assez consistants. Mais il ne s'agit là que de moyennes, qui occultent des fluctuations bien plus prononcées sur de courtes périodes ou selon les années.

### Étiage ou basses eaux
Aux étiages, le VCN3 peut chuter jusque 0,220 m3/s (220 litres/s), en cas de période quinquennale sèche, ce qui peut être considéré comme assez sévère pour un cours d'eau de cette taille. Mais ce fait est fréquent parmi les rivières de la région et de tout l'est du bassin de la Seine.

### Crues

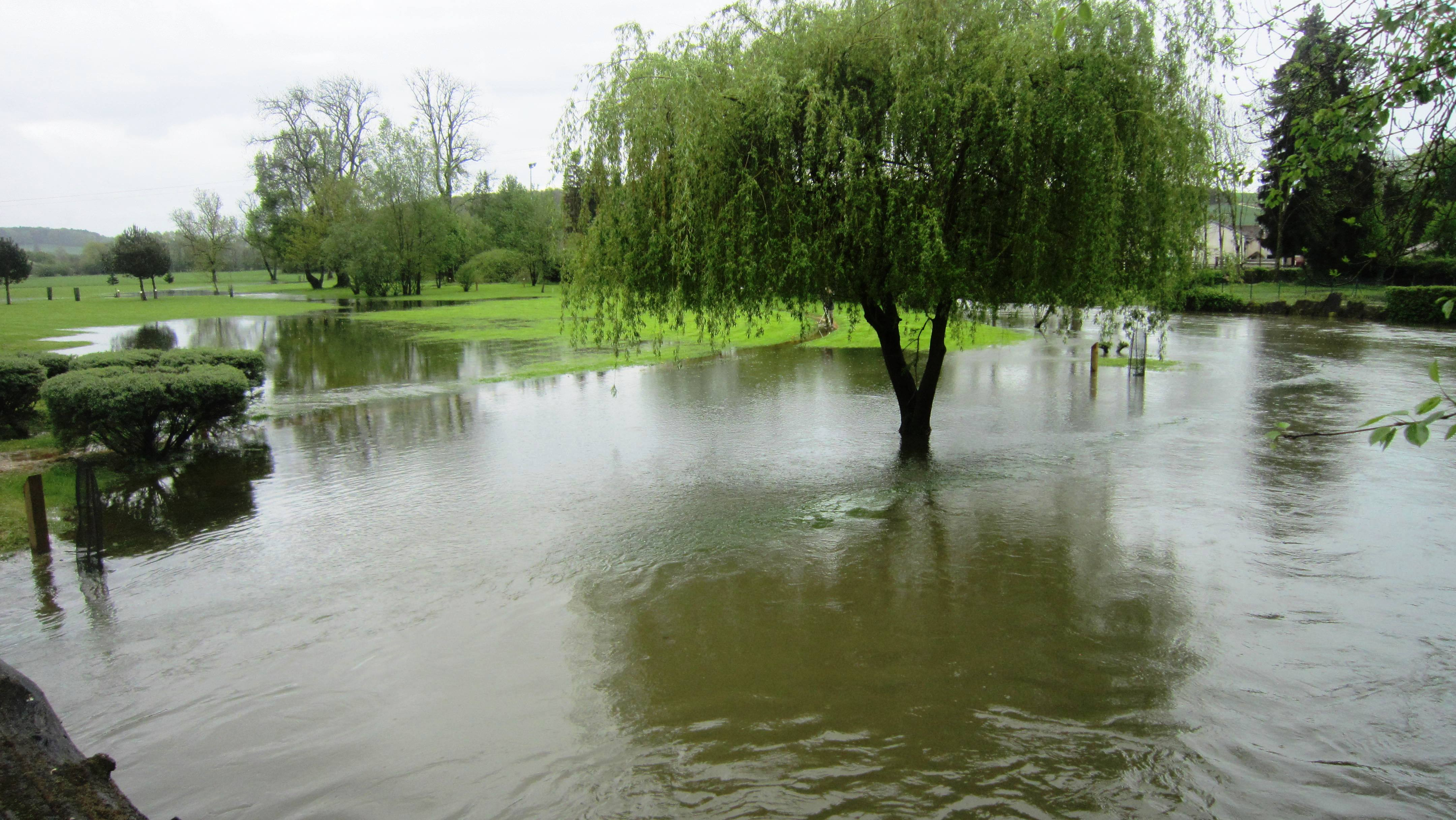
L'Ource en crue à Leuglay (2015).

D'autre part, les crues peuvent être importantes, compte tenu de la taille du bassin versant. Les QIX 2 et QIX 5 valent respectivement 50 et 72 m3/s. Le QIX 10 est de 86 m3/s, le QIX 20 de 100 m3, tandis que le QIX 50 se monte à pas moins de 120 m3/s. Ce sont là des débits de crue presque aussi élevés que ceux de l'Eure à Louviers, en fin de parcours, alors que cette importante rivière a un débit moyen (module) de plus de 26 m3/s, et possède un bassin de près de 6 000 km2.
Le débit instantané maximal enregistré à Celles-sur-Ource durant cette période de 26 ans, a été de 89,1 m3/s le 2 janvier 1991, tandis que la valeur journalière maximale était de 88,7 m3/s le même jour. Si l'on compare la première de ces valeurs à l'échelle des QIX de la rivière, l'on constate que cette crue était d'ordre décennal, et donc destinée à se répéter en moyenne tous les 10-12 ans environ.

### Lame d'eau et débit spécifique
L'Ource est une rivière assez abondante, bien alimentée par les précipitations élevées tombant surtout sur la partie supérieure de son bassin. La lame d'eau écoulée dans son bassin versant est de 371 millimètres annuellement, ce qui est nettement supérieur à la moyenne d'ensemble de la France, et aussi à la moyenne du bassin de la Seine (plus ou moins 240 millimètres par an). Le débit spécifique (ou Qsp) atteint dès lors le chiffre solide de 11,7 litres par seconde et par kilomètre carré de bassin.

## La vallée de l'Ource

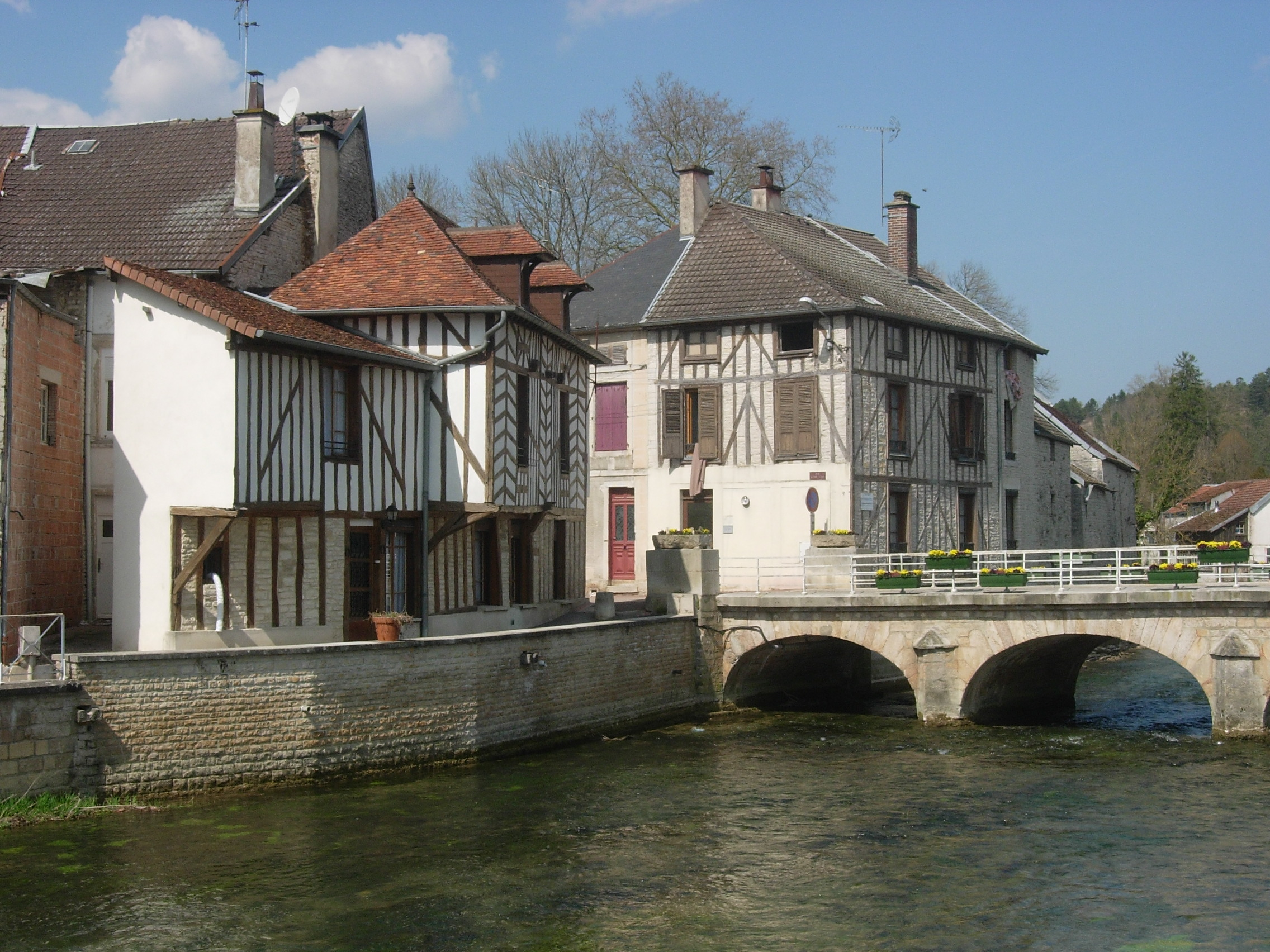
L'Ource à Essoyes, village d'adoption d'Auguste Renoir.

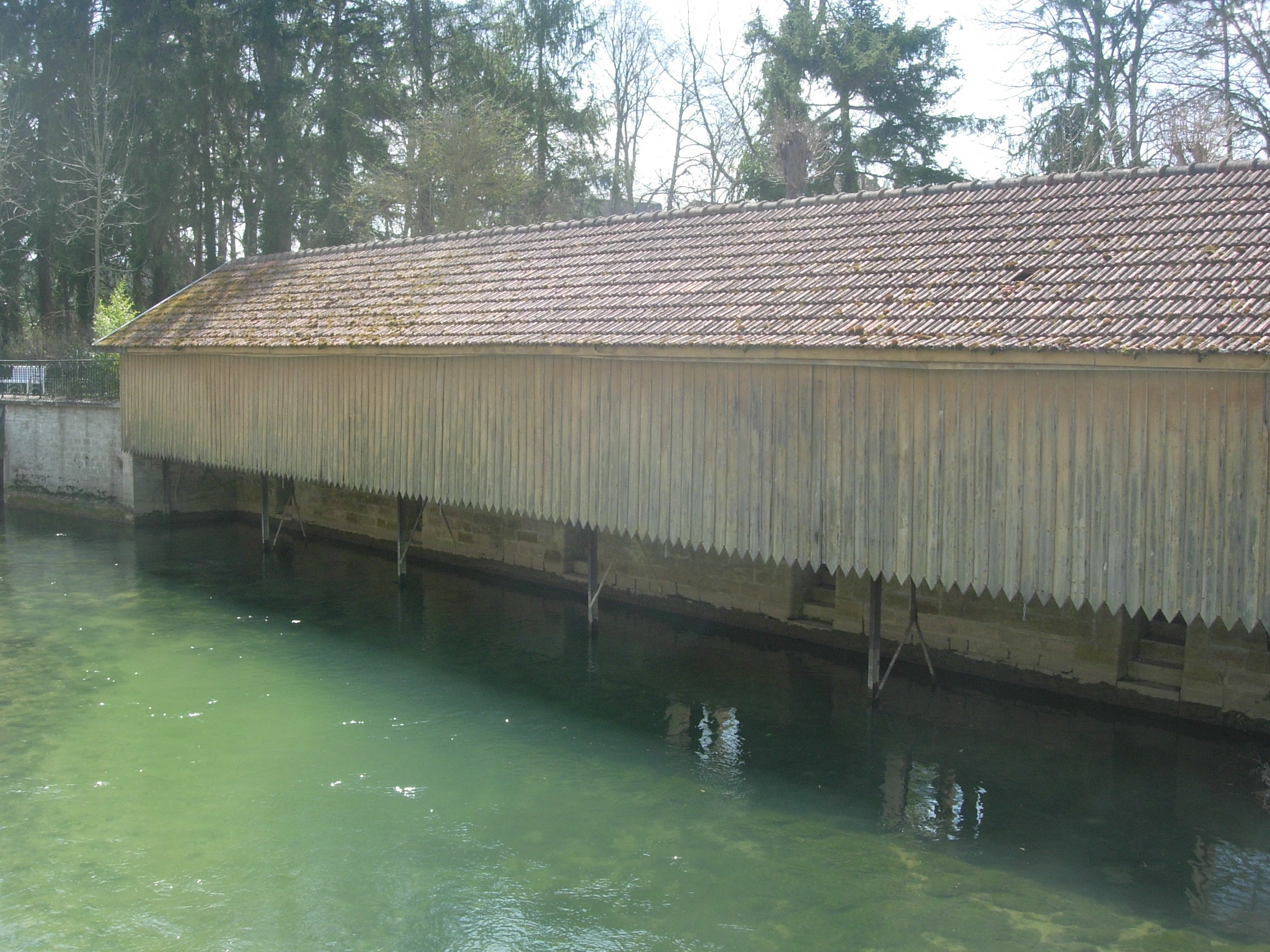
Lavoir sur l'Ource à Essoyes.

La vallée de l'Ource, dans sa partie aval, appartient à la Côte des Bar, la partie la plus méridionale des vignobles de Champagne, à une centaine de kilomètres au sud-est d'Épernay. Ce sont les Romains qui, après la conquête de la Gaule, introduisirent la vigne dans les vallées de la Haute-Seine et de ses affluents dont les productions furent commercialisées dans de nombreuses provinces de l'Empire, à Rome tout particulièrement. Après le déclin du Haut Moyen Âge, le vignoble connut une renaissance, au XIIe siècle, grâce à la construction de l'abbaye cistercienne de Mores près de Celles-sur-Ource. Au milieu du XIIIe siècle intervint un événement décisif : Thibaut IV, comte de Champagne, ramena de Chypre un cépage qu'il associa à une variété locale pour donner le chardonnay permettant l'élaboration de vins de qualité. Au XVIIIe siècle, un vin mousseux naturel, connu sous le nom de Saulte-Bouchon, était déjà produit mais c'est seulement au siècle suivant que se développa la commercialisation des vins de Champagne issus de la basse vallée de l'Ourse. Pourtant, cette production fut menacée par la crise du phylloxéra qui ravagea les vignobles de l'Aube au début du XXe siècle. La Côte des Bar perdit son appellation Champagne en 1908 et ne la retrouva définitivement, après une longue lutte ponctuée de manifestations, d'affrontements atteignant leur apogée en 1911, qu'en 1927. Aujourd'hui, Celles-sur-Ource compte une centaine de producteurs qui élaborent le champagne à partir de deux tiers de pinot noir et d'un tiers de Chardonnay ; un million de bouteilles sont commercialisées chaque année.
La tranquillité de la vallée de l'Ource lui a valu d'attirer, à la fin du XIXe siècle, un des plus célèbres représentants de l'école impressionniste. En effet, en 1895, Auguste Renoir (1841-1919) s'installa à Essoyes (lieu de naissance d'Aline Charigot devenue son modèle et sa seconde épouse), rue de l'Extra, aménageant son atelier dans le jardin de la demeure familiale. Même si le peintre ne résida pas en permanence dans le village, les paysages tranquilles de l'Ource, la luminosité particulière de la vallée furent source d'inspiration pour certaines de ses grandes toiles : Les laveuses, La marchande de pommes, La blanchisseuse et son enfant, La baigneuse endormie, Madame Renoir au jardin...